# Championnats d'Europe de trampoline 2010
Navigation
Édition précédente Saint-Pétersbourg 2012
Les 22e Championnats d'Europe de trampoline, tumbling et double mini-trampoline ont lieu à Varna en Bulgarie du 20 avril 2010 au 24 avril 2010. 

## Podiums

### Senior
| Épreuves                                   | Or                                                                               | Argent                                                                   | Bronze                                                         |
| ------------------------------------------ | -------------------------------------------------------------------------------- | ------------------------------------------------------------------------ | -------------------------------------------------------------- |
| Hommes                                     |                                                                                  |                                                                          |                                                                |
| Trampoline par équipe résultats détaillés  | Allemagne                                                                        | Biélorussie                                                              | Danemark                                                       |
| Double Mini par équipe résultats détaillés | Allemagne                                                                        | Russie                                                                   | Royaume-Uni                                                    |
| Tumbling par équipe résultats détaillés    | Russie                                                                           | Ukraine                                                                  | Pologne                                                        |
| Individuel résultats détaillés             | Grégoire Pennes (FRA)                                                            | Mikhail Melnik (RUS)                                                     | Viachaslau Modzel (BLR)                                        |
| Double Mini résultats détaillés            | Daniel Schmidt (GER)                                                             | Dmitry Fedorovskiy (RUS)                                                 | Sergey Kovalev (RUS)                                           |
| Tumbling résultats détaillés               | Viktor Kyforenko (UKR)                                                           | Siarhei Artsemenka (BLR)                                                 | Timofey Podust (RUS)                                           |
| Synchro résultats détaillés                | Karsten Kuritz (GER) Martin Gromowski (GER)                                      | Sébastien Martiny (FRA) Grégoire Pennes (FRA)                            | Mikalai Kazak (BLR) Viachaslau Modzel (BLR)                    |
| Femmes                                     |                                                                                  |                                                                          |                                                                |
| Trampoline par équipe résultats détaillés  | Russie Irina Karavaeva Galina Gontcharenko Natalia Kolesnikova Victoria Voronina | Allemagne Anna Dogonadze Jessica Simon Alexandra Kohler Lara Hueninghake | France Marina Ducroux Marine Jurbert Camille Dru Joëlle Vallez |
| Double Mini par équipe résultats détaillés | Russie                                                                           | Allemagne                                                                | Royaume-Uni                                                    |
| Tumbling par équipe résultats détaillés    | Russie                                                                           | Royaume-Uni                                                              | Ukraine                                                        |
| Synchro résultats détaillés                | Anna Dogonadze (GER) Jessica Simon (GER)                                         | Tatsiana Piatrenia (BLR) Katsiaryna Mironava (BLR)                       | Victoria Voronina (RUS) Irina Karavaeva (RUS)                  |
| Double Mini résultats détaillés            | Svetlana Balandina (RUS)                                                         | Robyn Osborne (GBR)                                                      | Christina Jansen (GER)                                         |
| Tumbling résultats détaillés               | Anna Korobeynikova (RUS)                                                         | Elena Krasnokutskaya (RUS)                                               | Olena Chabanenko (UKR)                                         |
| Individuel résultats détaillés             | Irina Karavaeva (RUS)                                                            | Anna Dogonadze (GER)                                                     | Galina Goncharenko (RUS)                                       |

### Junior
| Épreuves                                  | Or                                                 | Argent                                       | Bronze                                 |
| ----------------------------------------- | -------------------------------------------------- | -------------------------------------------- | -------------------------------------- |
| Hommes                                    |                                                    |                                              |                                        |
| Trampoline par équipe résultats détaillés | Russie                                             | Biélorussie                                  | Ukraine                                |
| Tumbling par équipe résultats détaillés   | Russie                                             | Royaume-Uni                                  | Ukraine                                |
| Individuel résultats détaillés            | Apostolos Koutavas (GRE)                           | Oleksandr Goncharenko (UKR)                  | Oliver Amann (GER)                     |
| Double Mini résultats détaillés           | Alexander odintsov (RUS)                           | Andrey Kalashnikov (RUS)                     | Rhys Gray (GBR)                        |
| Tumbling résultats détaillés              | Shaun Gregory (GBR)                                | Alexandr Bezyulev (RUS)                      | Mikhail Manin (RUS)                    |
| Synchro résultats détaillés               | Dmytro Byedyevkin (UKR) Oleksandr Satin (UKR)      | Louis Fait (FRA) Redha Messatfa (FRA)        | Oleg Talskiy (RUS) Oleg Piunov (RUS)   |
| Femmes                                    |                                                    |                                              |                                        |
| Trampoline par équipe résultats détaillés | Russie                                             | Biélorussie                                  | Royaume-Uni                            |
| Tumbling par équipe résultats détaillés   | Royaume-Uni                                        | Irlande                                      | Russie                                 |
| Synchro résultats détaillés               | Sviatlana Makshtareva (BLR) Lizaveta Kazlova (BLR) | Mélanie Peterhans (SUI) Simone Scherer (SUI) | Léa Labrousse (FRA) Solenn Bardy (FRA) |
| Double Mini résultats détaillés           | Anastasia Ignatyeva (RUS)                          | Sapphire Dallard (GBR)                       | Daria Romanova (RUS)                   |
| Tumbling résultats détaillés              | Victoria Danilenko (RUS)                           | Lucie Colebeck (GBR)                         | Darya Mironova (RUS)                   |
| Individuel résultats détaillés            | irina Kundius (RUS)                                | Sviatlana Makshtareva (BLR)                  | Pamela Clark (GBR)                     |